# Ciply
Ciply  is een dorp in de Belgische provincie Henegouwen, en een deelgemeente van de Waalse stad Bergen. Ciply was een zelfstandige gemeente tot aan de gemeentelijke herindeling van 1977.

## Bezienswaardigheden
- De Sint-Waltrudiskerk (Église Sainte-Waudru) is een neogotisch kerkgebouw van 1854.
- Het Kasteel van Ciply (Château de Ciply) werd eind 18e eeuw gebouwd in Lodewijk XVI-stijl maar later gesloopt.

## Natuur en landschap
Ciply ligt aan de By. Er zijn enkele voormalige groeven, nu bosgebieden. De hoogte aan de kerk bedraagt 52 meter.

## Economie
Er werd tufsteen gewonnen waarmee vestingwerken werden gebouwd. Ook fosfaatrijk krijt werd gewonnen, tussen 1877 en 1925, in dagbouw en in ondergrondse groeven van de la Malogne. Daarnaast werd steenkool gewonnen tot in de 20e eeuw.

## Demografische ontwikkeling
- Bronnen:NIS, Opm:1831 tot en met 1970=volkstellingen

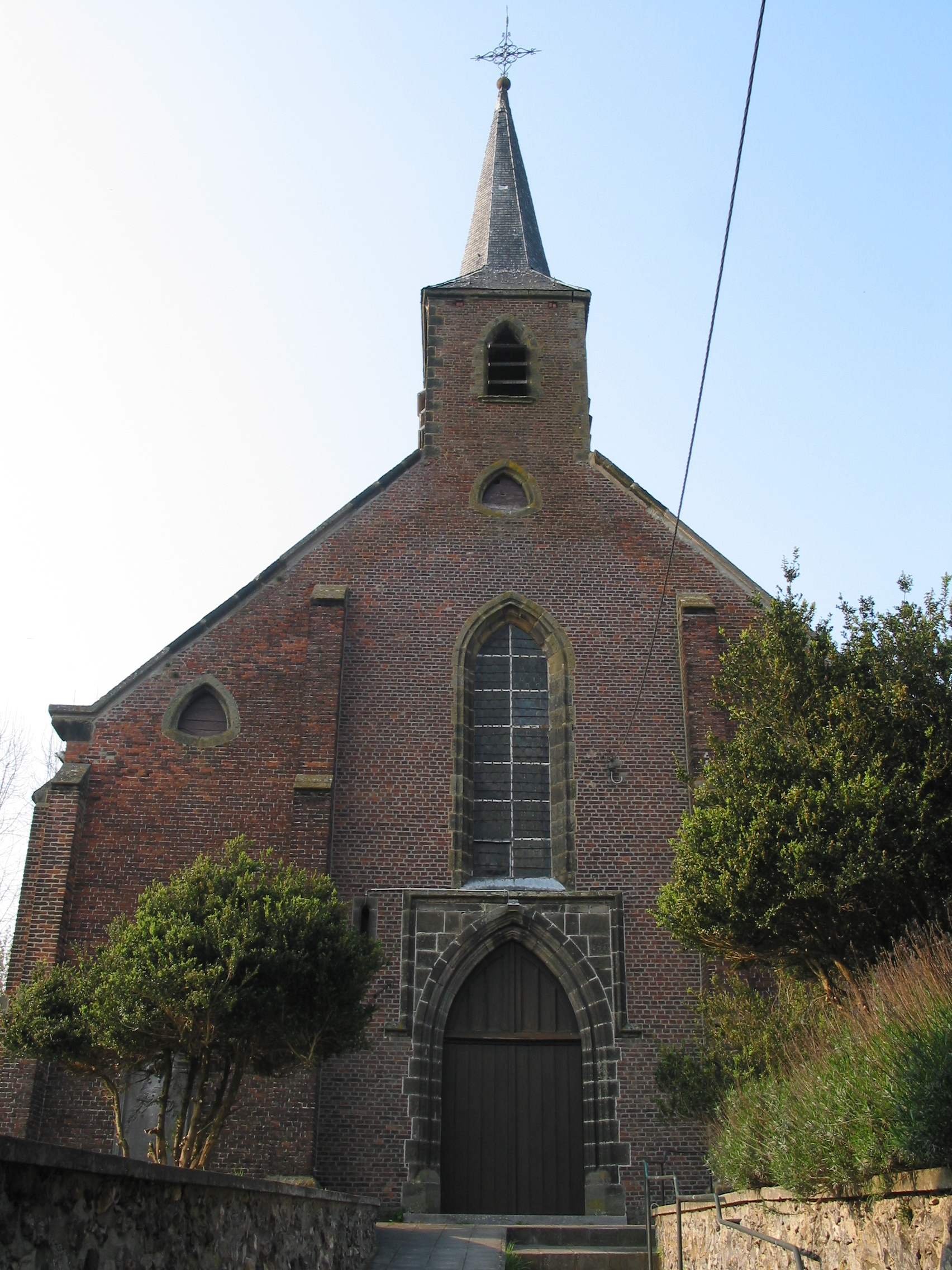
Sint-Amandskerk (1856)

## Nabijgelegen kernen
Mesvin, Nouvelles, Frameries, Cuesmes